# Tommy Rustad
Tommy Rustad (ur. 3 września 1968 roku w Oslo) – norweski kierowca wyścigowy.

## Kariera
Rustad rozpoczął karierę w międzynarodowych wyścigach samochodowych w 1992 roku od startów w Renault Clio Cup Scandinavia. Z dorobkiem 48 punktów uplasował się tam na dziewiątej pozycji w klasyfikacji generalnej. W późniejszych latach Norweg pojawiał się także w stawce Skandynawskiej Formuły Opel Lotus, Formuły Opel Lotus Nations Cup, Formuły Opel Lotus Euroseries, Francuskiej Formuły Renault, Europejskiego Pucharu Formuły Renault, Renault Spider Europe, Włoskiej Formuły 3, Grand Prix Monako Formuły 3, Masters of Formula 3, British Touring Car Championship, Swedish Touring Car Championship, Belgian Procar, Norwegian Touring Car Championship, European Superproduction Championship, European Touring Car Championship, World Touring Car Championship, Scandinavian Touring Car Cup, Scandinavian Touring Car Championship oraz TTA - Elitserien i Racing.
W World Touring Car Championship wystartował podczas brytyjskiej rundy w sezonie 2009 ze szwedzką ekipą Volvo Olsbergs Green Racing. W obu wyścigach nie dojechał jednak do mety.